# Tetsuya Fujii
Tetsuya Fujii (藤井哲也,  Fujii Tetsuya nacido en 1960) es un astrónomo japonés, director del club astronómico de Kitami.
Con Kazurō Watanabe, entre 1988 y 1992 codescubrieron 22 asteroides desde el Observatorio de Kitami.
El asteroide (4343) Tetsuya descubierta por Seiji Ueda e Hiroshi Kaneda en 1988 fue nombrado en su honor.